# Maun
Maun je otok v severni Dalmaciji. Leži  pred jugozahodno obalo Paga, od katerega ga deli 5 km širok Maunski kanal. Otok je dolg okoli 9 km in ima površino 8,63 km², dolžina obale meri 23,910 km. Maun je deloma pokrit z makijo in travo, najvišji vrh doseže višino 64 mnv.
Maun so uporabljali kmetje iz bližnjega Paga za pašnjo ovac. Na otoku je nekaj hiš, ki so občasno naseljene. Otok ima razčlenjeno obalo z več zalivi. Največji zaliv na otoku Koromanča je izpostavljen burji, na zahodni obali pa je več manjših zalivov (Šip, Pod Crkvino, Olipski porat), ki so kot naravna zaklonišča zaščiteni pred udari burje, in zato primerni za sidrišča za jadrnice in manjše ladje.
Maun je bil naseljen že v prazgodovini, a svojo »slavo« uživa predvsem zaradi darilne pogodbe iz leta 1069 v kateri je hrvaški kralj Peter Krešimir IV. (vladal med 1058 in 1074) Zadarskemu samostanu sv. Kerševana daroval Maun kot «otok v našem dalmatinskem morju«.